# Abraham Kuyper
Abraham Kuyper (født 29. oktober 1837 i Maassluis, Nederlandene, død 8. november 1920 i Haag) var en nederlandsk politiker, teolog, journalist og ministerpræsident.
Kuyper var søn af en præst. Han studerede filosofi, litteratur og teologi ved Universitet i Leiden.